# Длиннозубые ужи
Длиннозубые ужи (лат. Rhabdophis) — род змей семейства ужеобразных. 

## Описание
Общая длина достигает 150 см. Голова большая, отграничена от туловища шейным перехватом. Зрачок круглый. Верхнечелюстная кость имеет 18—26 мелких зубов, а также 2 загнутых назад больших зуба, отделённых от других мелких зубов промежутком. Зубы на нижнечелюстной кости равного размера. Туловище цилиндрическое, хвост средней длины. Чешуя килеватая, образует 17—21 линий вокруг тела. Межносовые щитки имеют трапециевидную форму. Подхвостовые щитки расположены в 2 линии. Брюшных щитков 140-178, подхвостовых — 43—122 пары.
Окраска очень разнообразна — от зелёного до тёмно-бурого цвета, по телу проходят красные, жёлтые, голубые и чёрные пятна, которые образуют различные узоры.

## Образ жизни
Населяют берега водоёмов, влажные лесные участки и болота. Активны днём. Питаются амфибиями и рыбой. В случае опасности способны раздувать шею в латеральной плоскости, имитируя таким образом поведение кобры. Для человека укус этой змеи передними зубами переносится легко, но укус расположенными в глубине рта длинными заднечелюстными зубами может вызвать сильное отравление с симптомами, схожими с укусом гадюки, и иногда даже привести к летальному исходу.

## Размножение
Это яйцекладущие змеи.

## Распространение
Распространены в Восточной и Юго-Восточной Азии, до Шри-Ланки на западе. На территории России, в Приморском и Хабаровском краях, встречается один вид этого рода — тигровый уж. 

## Классификация
На июль 2018 года в род включают 22 вида:
- Rhabdophis adleri Zhao, 1997
- Rhabdophis akraios Doria et al., 2013
- Rhabdophis angeli (Bourret, 1934)
- Rhabdophis auriculata (Günther, 1858) — Ушастый длиннозубый уж
- Rhabdophis barbouri (Taylor, 1922)
- Rhabdophis callichroma (Bourret, 1934)
- Rhabdophis callistus (Günther, 1873)
- Rhabdophis chrysargoides (Günther, 1858) — Золотистый длиннозубый уж
- Rhabdophis chrysargos (Schlegel, 1837) — Золотой длиннозубый уж
- Rhabdophis conspicillatus (Günther, 1872)
- Rhabdophis guangdongensis Zhu et al., 2014
- Rhabdophis himalayanus (Günther, 1864) — Индийский большеглазый уж, или гималайский длиннозубый уж
- Rhabdophis leonardi (Wall, 1923) — Длиннозубый уж Леонарда
- Rhabdophis lineatus (Peters, 1861) — Полосатый длиннозубый уж
- Rhabdophis murudensis (Smith, 1925)
- Rhabdophis nigrocinctus (Blyth, 1856) — Чернопоясный длиннозубый уж
- Rhabdophis nuchalis (Boulenger, 1891)
- Rhabdophis pentasupralabialis Jiang & Zhao, 1983
- Rhabdophis spilogaster (Boie, 1827) — Пятнистобрюхий длиннозубый уж
- Rhabdophis subminiatus (Schlegel, 1837) — Малайский кустарниковый уж
- Rhabdophis swinhonis (Günther, 1868)
- Rhabdophis tigrinus (Boie, 1826) — Тигровый уж